# متعلجميات
المتعلجميات (الاسم العلمي: Batrachoidiformes) هي رتبة من الأسماك تتبع مناظرات المتعلجميات من طائفة شعاعيات الزعانف.

## التصنيف
- المتعلجمات
  - المتعلجماوات